# 사가정역
사가정(녹색병원)역(Sagajeong(Green Hospital)Station, 四佳亭驛)은 서울특별시 중랑구 사가정로에 위치한 서울 지하철 7호선의 지하철역이다. 역명은 조선의 문신 서거정의 호인 사가정(四佳亭)에서 이름을 따서 명명됐는데, 이는 서거정이 용마산 부근에서 생전에 자신이 좋아했던 매화, 대나무, 연꽃, 해당화를 심어놓고 정자를 지었기 때문에 붙여졌다.

## 역사
- 1996년 10월 11일 : 서울 지하철 7호선 장암역~건대입구역 개통으로 영업 개시
- 2006년 7월 28일 : 3, 4번 출구 추가 개통
- 2016년 1월 23일 : 2번 출구 에스컬레이터 공사 지연과 함께 심야 주박역 전환
- 2016년 3월 31일 : 2번 출구 에스컬레이터 가동 개시
- 2020년 : 2번 출구 재공사로 2번출구 에스컬레이터 폐쇄후 계단이용

## 역 구조
2면 2선의 상대식 승강장이 갖추어진 지하역이며, 스크린도어가 설치되어 있다. 지하 1층에 대합실이, 지하 4층에 승강장이 위치한다. 출구는 4개가 있다.

### 승강장
| 면목 ↑   |
| \| 상    |
| ↓ 용마산 |

| 상행 | ● 서울 지하철 7호선 | 상봉·태릉입구·도봉산·장암 방면   |
| 하행 | ● 서울 지하철 7호선 | 건대입구·강남구청·온수·석남 방면 |

## 역 주변
- 김밥사랑
- 면목3동 행정복지센터
- 면목8동 행정복지센터
- 면목3동 치안센터
- 면목동우체국
- 서울면동초등학교
- 녹색병원
- 로데오마당
- 중랑구재활용센터
- 두산아파트
- 면목7동 치안센터
- 면목시장
- 대원칸타빌 아파트
- 두산2차아파트
- 두산3차아파트
- 면목7동 행정복지센터
- 서울면남초등학교
- 용마산
- 중랑문화체육관
- 사가정새마을금고 본점
- KB국민은행 사가정지점
- 면목시장

## 이용객 변동
| 노선  | 노선   | 일평균 인원수 (명/일) | 일평균 인원수 (명/일) | 일평균 인원수 (명/일) | 일평균 인원수 (명/일) | 일평균 인원수 (명/일) | 일평균 인원수 (명/일) | 일평균 인원수 (명/일) | 일평균 인원수 (명/일) | 일평균 인원수 (명/일) | 일평균 인원수 (명/일) | 각주  |
| 노선  | 노선   | 2000년                | 2001년                | 2002년                | 2003년                | 2004년                | 2005년                | 2006년                | 2007년                | 2008년                | 2009년                | 각주  |
| ----- | ------ | --------------------- | --------------------- | --------------------- | --------------------- | --------------------- | --------------------- | --------------------- | --------------------- | --------------------- | --------------------- | ----- |
| 7호선 | 승차   | 11,274                | 14,033                | 14,582                | 14,922                | 14,496                | 15,058                | 14,881                | 15,407                | 15,792                | 16,036                | [ 1 ] |
| 7호선 | 하차   | 10,625                | 13,087                | 13,613                | 13,859                | 12,980                | 14,365                | 14,168                | 14,439                | 14,768                | 14,998                | [ 1 ] |
| 7호선 | 승하차 | 21,899                | 27,120                | 28,195                | 28,781                | 27,476                | 29,423                | 29,049                | 29,846                | 30,560                | 31,035                | [ 1 ] |
| 노선  | 노선   | 2010년                | 2011년                | 2012년                | 2013년                | 2014년                | 2015년                | 2016년                | 2017년                |                       |                       | [ 1 ] |
| 7호선 | 승차   | 16,649                | 17,471                | 17,292                | 17,234                | 17,158                | 16,845                | 16,299                | 15,936                |                       |                       | [ 1 ] |
| 7호선 | 하차   | 15,839                | 16,707                | 16,627                | 16,596                | 16,552                | 16,299                | 15,732                | 15,658                |                       |                       | [ 1 ] |
| 7호선 | 승하차 | 32,488                | 34,178                | 33,919                | 33,830                | 33,710                | 33,144                | 32,031                | 31,594                |                       |                       | [ 1 ] |

## 인접한 역
| 서울 지하철 7호선  | 서울 지하철 7호선   | 서울 지하철 7호선    |
| ------------------ | ------------------- | -------------------- |
| 721 면목 장암 방면 | ● 서울 지하철 7호선 | 723 용마산 석남 방면 |